# Džabhat al-Nusra
Džabhat al-Nusra (hrv. Fronta obrane) ili punim nazivom Džabhat al-Nusra il-Al al-Šam (hrv. Fronta obrane naroda Levanta; arapski: جبهة النصرة لأهل الشام) bila je ogranak al-Kaide u Siriji. 
Skupina je objavila svoje osnivanje 23. lipnja 2012. u vrijeme Sirijskoga građanskog rata. Opisana je kao "najagresivnije i najuspješnije oružje pobunjeničke sile".
Skupina je definirana kao teroristička organizacija od strane Ujedinjenih naroda u svibnju 2013. i Sjedinjenih Američkih Država u prosincu 2012. Vođa Džabhata al-Nusre je Abu Mohamad al-Golani. Skupina je uspostavila i t.zv. Islamsku državu Iraka i Sirije na području istočne Sirije. Surađuje zajedno sa Slobodnom sirijskom vojskom u borbi protiv Sirijske vojske. Odgovorna je za niz terorističkih djela koja su se dogodila u Siriji u vrijeme građanskog rata. Broj pripadnika nije službeno poznat, te postoji više izvora koji govore različite brojke. Procjene se kreću između 500 i 6.000 pripadnika.

## Ideologija
Pripadnike al-Nusre u najvećem broju čine pripadnici i sljedbenici džihada, porijeklom iz Sirije.
Njihov primarni cilj je svrgnuti vladu Bašar al-Asada te urediti državu tako da njom vladaju izvorna islamska pravila. To uključuje vračanje šerijatskog zakona koji se fokusira na rane stadije islama.
Sirijski pripadnici al-Nusre zagovaraju ne ratovanje protiv zapadnih sila, dok službeni stav al-Nusre govori kako su zapadne zemlje, ponajprije misleći na SAD, Izrael i sl. glavni neprijatelji islama.
Al-Nusrini pripadnici također dio svojih učenja i praktičnih saznanja vuču od terorističke skupine Al-Qaeda.
Taktike stvaranja popularnosti i održavanja iste uvelike se razlikuju od tzv. Islamske države. Dok ISIL svoju ideologiju i stavove pokušava ukorijeniti među lokalno stanovništvo zahtijevajući njihovu vjernost i provođenjem nasilja i prisile, al-Nusra surađuje s ostalim militantnim skupinama te ne pokušava nasilno nametnuti šerijatski zakon ako među stanovništvom postoji nezadovljstvo. Također, predstavljaju sebe kao modernu verziju islamističkog pokreta (za razliku od konzervativne ideologije ISIL-a), te time pokušavaju pridobiti naklonost šireg kruga stanovništva.

## Struktura

### Vodstvo i istaknute ličnosti
Vođa organizacije je samoprozvani emir Abu Mohammad al-Julani, za kojega se vjeruje da je porijeklom iz Golanske visoravni. O njemu je poznato jako malo podataka, te se ne zna ni njegova nacionalnost.
Njegov zamjenik je Sami al-Oraydi, koji još obnaša funkciju visokog religijskog službenika.
Kao istaknute ličnosti unutar organizacije pojavljuju se sljedeći pripadnici:
- Hamid Hamad Hamid al-Ali - jedan od vodećih ljudi al-Nusre koji je prikupio više desetaka tisuća dolara za organizaciju te pomogao brojnim stranim državljanima da pređu sirijsku granicu i pridruže se al-Nusri.[2]
- Muhsin al-Fadihli - navodni bivši vođa Khorasan grupe. Ubijen je u napadu dronom kojeg je izvela vojska SAD-a.[2]
- Maysar Ali al-Jaburi, također poznat i pod nadimkom Abu Maria al-Qatani izvorni je član grupe al-Kaida. Djelovao je na operativnom području Irak, ali kada se usprotivio i ušao u konfliktne situacije s vodstvom organizacije, seli preko granice u Siriju te se pridružuje al-Nusri. Postao je jedan od najznačajnijih religijskih službenika organizacije. Smjenjen je 2014. godine.[2]

### Hijerarhija
Struktura grupe varira po njenim čelijama. U Damasku organizacija djeluje putem tzv. podzemlja, dok u Alepu grupa djeluje kao polukonvencionalna vojna postrojba (podijeljena u brigade i postrojbe). Novi članovi moraju proći religijski i vojni trening.

### Strani borci unutar al-Nusre
Obavještajni podaci govore kako se određeni broj američkih građana pokušao pridružiti organizaciji, ali većina je uhićena prije samog polaska. Među uhićenima je par osoba iz Kalifornije.

### Mediji
Svi video materijali i ostale publikacije puštene su u javnost od strane vlastite medijske produkcije, poznate kao al-Manarah al-Bayda.

## Vanjska potpora
Određene arapske vlade (najmanje jedna) optužile su Katar za pomaganje i naoružavanje al-Nusre. Prema medijskim izvorima smatra se da saudijska i katarska vlada financiraju više od 40 posto aktivnosti koje provodi ova organizacija.
Organizaciju također potpomažu i brojni strani militanti iz Europe i Bliskog Istoka, među kojima je Al-Qaeda i Khorasan grupa.

## Najveći napadi i devastacije
- 6. siječnja 2012. - bombaš samoubojica raznio se pokraj autobusa koji su prevozili policajce. Policajci su trebali osiguravati prosvjede protiv vlade u Damasku. Ubijemo je 26 ljudi, dok je 63 ranjeno.[2]
- 10. svibnja 2012. - istog dana dva bombaška napada dogodila su se u centru Damaska. Ubijeno je ukupno 55 ljudi, a nepoznat broj je ranjen.[2]
- 3. listopada 2012. - tri bombaša aktivirala su auto-bombe u centru Alepa, ubivši 12 ljudi (uglavnom civila).[2]
- 5. studenog 2012. - u Hami bombaš samoubojica ubio je više od 50 ljudi.[2]
- 24. siječnja 2013. - meta napada bila je logistika sirijske vojske smještena u gradu Damask. U napadu je poginulo preko 50 osoba.[2]
- 25. svibnja 2013. - američki građanon pod imenom Abu Huraira al-Amriki izveo je napad kamion-bombom. Ovo je bio prvi slučaj da je jedan američki državljanin izveo teroristički napad u Siriji.[2]
- 3. studenog 2014. - al-Nusra izvodi niz napada i zadaje ozbiljan udarac skupini Sirijski revolucionarni front. Također, u borbama su im se predali pripadnici FSA.
- u ožujku 2015., u suradnji s ostalim islamističkim ekstremističkim i militantnim skupinama osvajaju grad Idlib te područja koja okružuju grad.[2]
- 31. srpnja 2015. - u dva organizirana napada oteli su pripadnike militantne grupe D30 (grupa koju obučava i financija SAD). Tijekom drugog napada oružane snage SAD-a zračnim napadima podržale su obranu grupe D30. U zračnim napadima stradalo je između 30 i 40 pripadniha al-Nusre.[2]